# Nauman Karim
Nauman Karim (ur. 4 sierpnia 1983 w Pakistanie) – pakistański bokser, brązowy medalista mistrzostw świata w Bangkoku, w wadze papierowej.

## Kariera amatorska
W 2003 roku zdobył brązowy medal w wadze koguciej, podczas mistrzostw świata w Bangkoku. W finale przegrał na punkty (23:4) z Rosjaninem Sergiejem Kazakowem.